# Texhuacán
Texhuacán är en ort i Mexiko.   Den ligger i kommunen Texhuacán och delstaten Veracruz, i den sydöstra delen av landet, 240 km öster om huvudstaden Mexico City. Texhuacán ligger 1 998 meter över havet och antalet invånare är 1 986.
Terrängen runt Texhuacán är kuperad åt sydväst, men åt nordost är den bergig. Runt Texhuacán är det ganska tätbefolkat, med 199 invånare per kvadratkilometer. Närmaste större samhälle är Zongolica, 6,7 km nordost om Texhuacán. I omgivningarna runt Texhuacán växer huvudsakligen savannskog.